# ݳ
ʾAlif petit chiffre deux suscrit ‹ ݳ › est une lettre additionnelle de l’alphabet arabe utilisée dans l’écriture du bourouchaski. Elle est composée d’un ʾalif ‹ ا › diacrité d’un petit chiffre deux ‹ ۲ › suscrit.

## Utilisation
En bourouchaski, ‹ ݳ › représente une voyelle ouverte antérieure non arrondie brève [a] portant l’accent tonique.